# Žbandaj
Žbandaj is een plaats in de gemeente Poreč in de Kroatische provincie Istrië. De plaats telt 296 inwoners (2001).